# Rastow

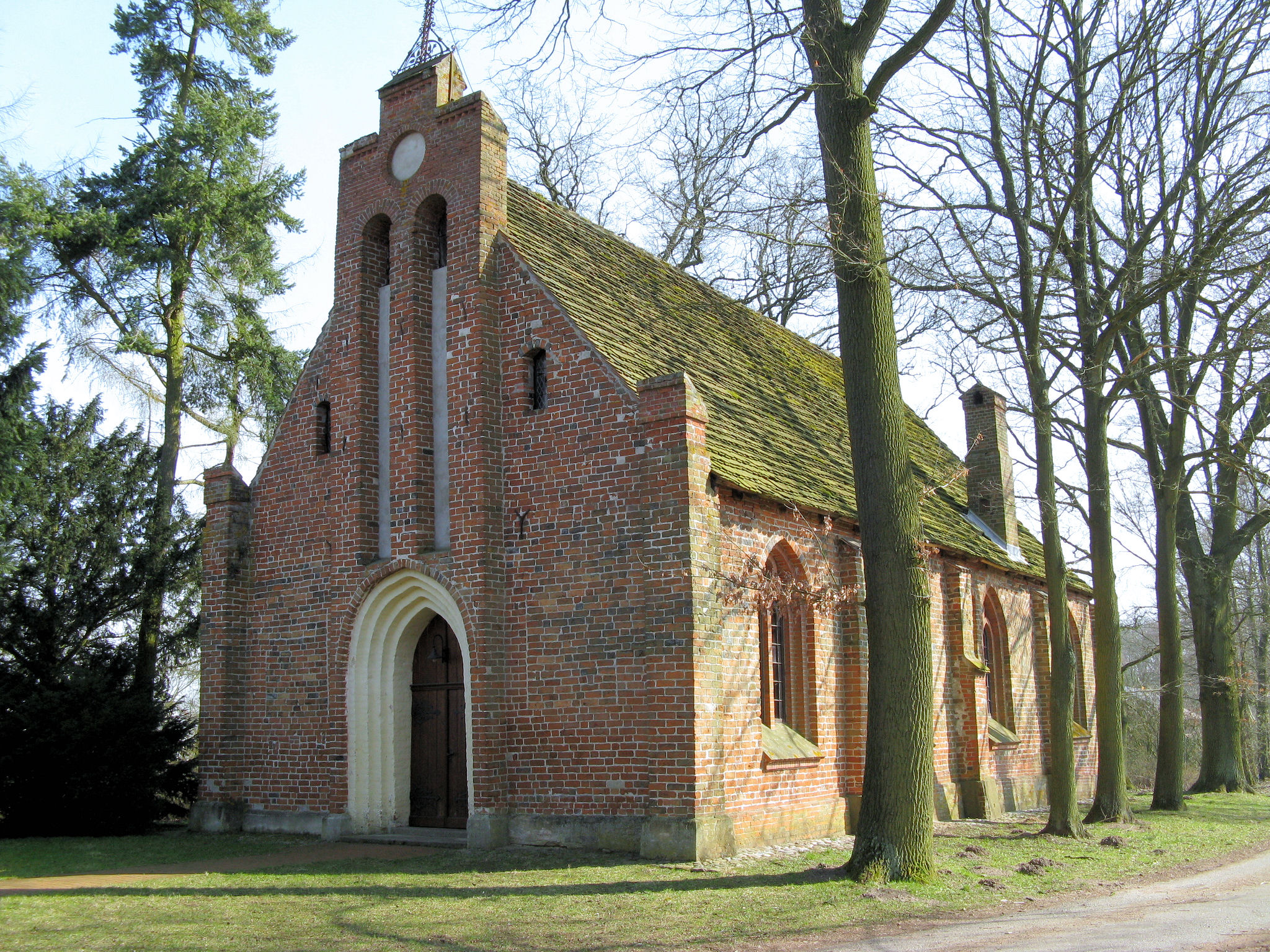
Evangelische Kirche in Kraak, ehem. Johanniterkirche (2009)

Rastow ist eine Gemeinde im Landkreis Ludwigslust-Parchim in Mecklenburg-Vorpommern (Deutschland). Sie wird vom Amt Ludwigslust-Land mit Sitz in der nicht amtsangehörigen Stadt Ludwigslust verwaltet.

## Geografie
Die Gemeinde Rastow liegt etwa 20 Kilometer südlich von Schwerin am Rande des Landschaftsschutzgebiets Lewitz. Durch die Gemeinde verlaufen der Kraaker Mühlenbach, der in ihn mündende Streubach und einige Abzugsgräben. Zu den wenigen stehenden Gewässern zählt der künstlich entstandene Kraaker Kiessee. Höchste Erhebung innerhalb des Gemeindegebiets ist der Mühlenberg mit 56 m ü. NHN östlich des Ortes Rastow. Der Mühlenberg, auch Lehmberg genannt, ist vermutlich eine Durchragung eines Altmoränenstückes der Saale-Eiszeit durch die Ablagerungen des Sanders im umliegenden Gebiet.
Zur Gemeinde gehören die Ortsteile Rastow, Fahrbinde und Kraak sowie die Siedlungen Kulow und Pulverhof.
Umgeben wird Rastow von den Nachbargemeinden Uelitz im Norden, Banzkow im Nordosten, Neustadt-Glewe im Osten, Wöbbelin im Südosten, Lüblow und Picher im Süden, Strohkirchen im Südwesten (Berührungspunkt), Moraas und Kirch Jesar im Westen sowie Hoort im Nordwesten.
Am 1. Juli 2017 wurde die Postleitzahl des Ortsteiles Fahrbinde zu 19077 geändert.

## Geschichte
Rastow und Kraak wurden 1227, Fahrbinde im Jahre 1333 erstmals urkundlich erwähnt. Kraak war einst Sitz der Komturei Kraak des Johanniterordens. Die Johanniterkirche Kraak stammt aus dem 14. Jahrhundert. Aus Aufzeichnungen um 1700 geht hervor, dass es in Kraak und Rastow Landesherrliche Höfe gab. Weiterhin werden in Kraak ein Jagdhaus, eine Kornmühle und eine Pulvermühle erwähnt. Letztere befand sich höchstwahrscheinlich an der Stelle des heutigen Ortsteils Pulverhof. In Rastow stand eine Kirche, die allerdings um 1700 nicht mehr existierte.
Kraak wurde am 1. Januar 1974, Fahrbinde am 1. Januar 2005 eingemeindet. Rastow war nach 1990 für einige Jahre Sitz des gleichnamigen Amtes.

## Bevölkerung
| Jahr | Einwohner |
| ---- | --------- |
| 1990 | 1485      |
| 1995 | 1458      |
| 2000 | 1672      |
| 2005 | 2012      |
| 2010 | 1941      |
| 2015 | 1909      |

| Jahr | Einwohner |
| ---- | --------- |
| 2020 | 1946      |
| 2021 | 1965      |
| 2022 | 1973      |
| 2023 | 2022      |

 Stand: 31. Dezember des jeweiligen Jahres

## Politik

### Gemeindevertretung
Die Gemeindevertretung von Rastow besteht aus 12 Mitgliedern. Die Kommunalwahl am 9. Juni 2024 führte bei einer Wahlbeteiligung von 69,0 % zu folgendem Ergebnis:
| Partei / Wählergruppe                     | Stimmenanteil 2019 | Sitze 2019 |  | Stimmenanteil 2024 | Sitze 2024 |
| ----------------------------------------- | ------------------ | ---------- |  | ------------------ | ---------- |
| CDU                                       | 48,1 %             | 6          |  | 59,6 %             | 7          |
| Allgemeine Interessenvertretung Fahrbinde | 12,9 %             | 1          |  | 19,8 %             | 2          |
| Unabhängige Bürger                        | 12,9 %             | 2          |  | 13,0 %             | 2          |
| SPD                                       | 07,3 %             | 1          |  | 07,7 %             | 1          |
| Miteinander 2014                          | 09,4 %             | 1          |  | –                  | –          |
| Die Linke                                 | 05,9 %             | 1          |  | –                  | –          |
| Bündnis 90/Die Grünen                     | 03,6 %             | –          |  | –                  | –          |
| Insgesamt                                 | 100 %              | 12         |  | 100 %              | 12         |

### Bürgermeister
- 2014–2024: Egbert Scharlaug (CDU)[9]
- seit 2024: Ute Bachmann (CDU)

Bei der Bürgermeisterwahl am 26. Mai 2019 wurde Scharlaug ohne Gegenkandidat mit 60,3 % der gültigen Stimmen gewählt.
Am 9. Juni 2024 wurde Bachmann ebenfalls ohne Gegenkandidat mit 70,0 % der gültigen Stimmen zu seiner Nachfolgerin gewählt. Ihre Amtsdauer beträgt fünf Jahre.

### Wappen
| Wappen von Rastow | Blasonierung: „Geteilt; oben in Rot ein silbernes Malteserkreuz; unten in Gold zwei aufrechte rote Hirschstangen mit abgewendeten Enden.“ |
| Wappen von Rastow | Wappenbegründung: In dem Wappen erinnert das Malteserkreuz an die frühere Johanniter-Komturei Kraak, die für die Kolonisation des Gebietes von Bedeutung war. Mit den Geweihstangen soll auf den seit jeher bedeutenden Wildbestand in der waldreichen Gegend hingewiesen werden. Die Tingierung in Rot und Gold stellt den Bezug zur einstigen Grafschaft Schwerin her. Das Wappen und die Flagge wurde von dem Schweriner Heraldiker Heinz Kippnick gestaltet. Es wurde zusammen mit der Flagge am 21. September 2000 durch das Ministerium des Innern genehmigt und unter der Nr. 228 der Wappenrolle des Landes Mecklenburg-Vorpommern registriert. |

### Flagge

Flagge der Gemeinde Rastow

Die Flagge ist gleichmäßig längs gestreift von Gelb und Rot: In der Mitte des Flaggentuchs liegt, auf jeweils zwei Drittel der Höhe des gelben und des roten Streifens übergreifend, das Gemeindewappen. Die Länge des Flaggentuchs verhält sich zur Höhe wie 5:3.

### Dienstsiegel
Das Dienstsiegel zeigt das Gemeindewappen mit der Umschrift „• GEMEINDE RASTOW • LANDKREIS LUDWIGSLUST-PARCHIM“.

## Sehenswürdigkeiten

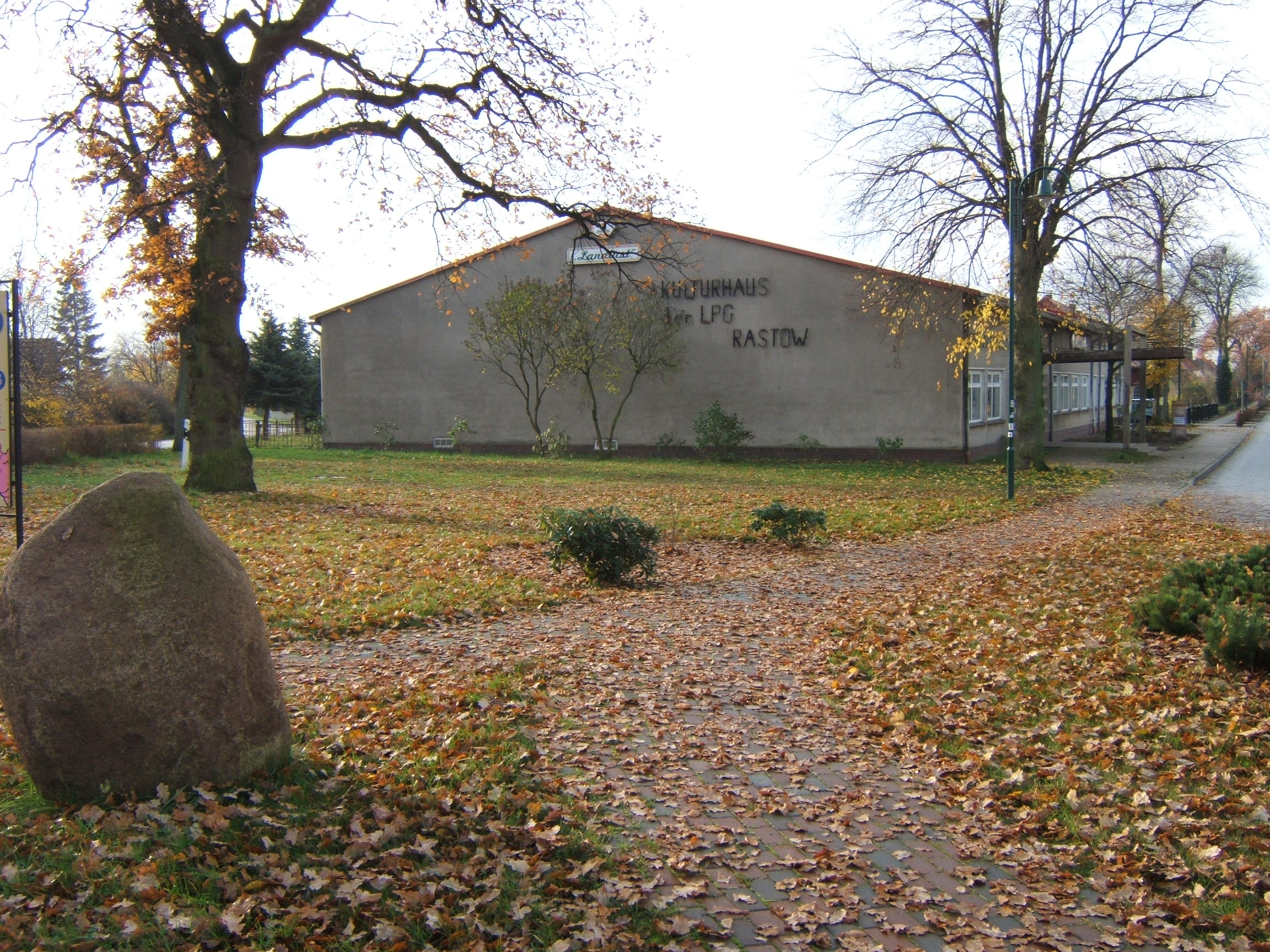
Kulturhaus der ehem. LPG in Rastow (2006)

→ Siehe auch Liste der Baudenkmale in Rastow
- Evangelische Kirche in Kraak mit Glockenstuhl
- Ehemalige katholische Kirche „Zum heiligen Herzen Mariens“ in Kraak, 1954/55 in Eigenleistung der Gemeindemitglieder erbaut, 2005 profaniert.[15][16]
- Kraaker Mühle, ein Forsthof mit Wohnhaus und Scheune, die südlich der A 24 in den ausgedehnten Wäldern liegt
- Gefallenendenkmale in allen drei Ortsteilen

## Wirtschaft
Bei Kraak errichtete und betreibt der Energieversorger E.ON Hanse einen unterirdischen Erdgasspeicher (Untergrundspeicher) in einem Salzstock in etwa 600 bis 800 Meter Tiefe. In Fahrbinde betreibt der größte deutsche Ferkelerzeuger LFD Holding eine Stallanlage.

## Verkehr
Der Ortsteil Fahrbinde befindet sich direkt an der Landesstraße L 72 (ehemals Bundesstraße 106) zwischen der Landeshauptstadt Schwerin und Ludwigslust, die Anschlussstelle Wöbbelin zur A 24 ist in Sichtweite.
Der Bahnhof Rastow liegt an der Bahnstrecke Ludwigslust–Wismar, die von Nord-West nach Süd-Ost durch den Ort verläuft. Er wird von der Regional-Express-Linie RE 8 Wismar–Wittenberge–Berliner Stadtbahn–Flughafen BER und der Regionalbahnlinie RB 17 Ludwigslust–Bad Kleinen–Wismar jeweils abwechselnd zweistündlich bedient, so dass sich ein Stundentakt ergibt.